# Alexandrinische Schule
|  | Dieser Artikel oder Abschnitt wurde wegen inhaltlicher Mängel auf der Qualitätssicherungsseite der Redaktion Geschichte eingetragen (dort auch Hinweise zur Abarbeitung dieses Wartungsbausteins). Dies geschieht, um die Qualität der Artikel im Themengebiet Geschichte auf ein akzeptables Niveau zu bringen. Dabei werden Artikel gelöscht, die nicht signifikant verbessert werden können. Bitte hilf mit, die Mängel dieses Artikels zu beseitigen, und beteilige dich bitte an der Diskussion! |

Mit dem Begriff Alexandrinische Schule (oder Schule von Alexandria) wird eine fortlaufende Reihe von wissenschaftlichen Bestrebungen in der Zeit von etwa 300 v. Chr. bis 600 n. Chr. bezeichnet, deren Zentrum die Stadt Alexandria war. Dieser um 331 v. Chr. gegründeten Hafenstadt in Ägypten kam in hellenistischer Zeit große Bedeutung zu, vor dem Aufstieg Roms war sie die größte Metropole der antiken Welt. Sie war bis 30 v. Chr. Hauptstadt der ptolemäischen Dynastie und blieb auch während der anschließenden römischen Herrschaft sehr bedeutend.
Die geografische Lage Alexandrias begünstigte das Verschmelzen von Elementen der griechischen Philosophie der Antike mit jüdischen, christlichen und später arabischen Lehren. Zentrum der Alexandrinischen Schule war die bedeutende Bibliothek von Alexandria.

## Geschichte

### Gründung
Die Basis der Alexandrinischen Schule, die nie eine regelrechte Institution, sondern ein Verbund unabhängiger Lehrer war, bildete das Museion, ein Musentempel im Stadtteil Brucheion, worin die Gelehrten als Pensionäre auf staatliche Kosten ihre Studien betrieben und auch lehrten. Das, beraten durch den Aristoteles-Schüler Demetrios von Phaleron, von König Ptolemaios I. um 280 v. Chr. gegründete Museion ging auf die Ptolemäer zurück, aber auch in der Römerzeit wurden ihm noch neue Stiftungen zugewiesen.
Zum gemeinschaftlichen Gebrauch der Gelehrten dienten zwei ebenfalls von den Ptolemäern angelegte Bibliotheken. Die größere Bibliothek war mit dem Museion verbunden, die kleinere befand sich im Serapeion im Stadtteil Rakotis. Beide Bibliotheken übertrafen bald alle damals bekannten Büchersammlungen durch ihren Umfang und ihre Reichhaltigkeit.
Als berühmte Bibliothekare sind zu nennen: Zenodotos von Ephesos, Kallimachos, Eratosthenes, Apollonios von Rhodos, Aristophanes von Byzanz und Aristarchos. Sie haben sich in Wissenschaft oder Kunst einen Namen gemacht; vier von ihnen wurden in der Neuzeit durch Benennung von Mondkratern geehrt.
Durch die Bibliotheken und großzügige Förderung wurde Alexandria schon unter den ersten Ptolemäern der Sammelplatz und Bildungsort der berühmtesten Gelehrten damaliger Zeit und blieb mehrere Jahrhunderte hindurch trotz mancher Störungen ein Hauptsitz aller wissenschaftlichen Tätigkeit. Neben der Philosophie waren auch Naturwissenschaften und Philologie gewichtige Schwerpunkte.
Einen gravierenden Einschnitt in ihrer Geschichte erlebte die Alexandrinische Schule 145 v. Chr., als Ptolemaios VIII. in einer politischen Säuberungsaktion viele der griechischen Gelehrten aus Alexandria vertreiben ließ. Zum Leiter der Bibliothek wurde ein gewisser Kydas vom Korps der Lanzenträger ernannt. Die hellenistisch-alexandrinische Kultur im eigentlichen Sinne sollte sich lange nicht von diesem Schlag erholen.

### Römische Zeit
Zwar ging bei der Belagerung Alexandrias durch Gaius Iulius Caesar nach einigen antiken Quellen die Museionsbibliothek in Flammen auf, doch weisen andere Quellen darauf hin, dass damals eher im Hafen gelagerte leere Papyrusrollen verbrannt seien.
Mindestens bis zum Ende des 2. Jahrhunderts n. Chr. war die alexandrinische Schule die erste der antiken Welt, und die berühmtesten Ärzte, Philosophen, Theologen, Astronomen, Philologen und Mathematiker jener Zeit erhielten dort ihre Bildung. Ähnlich angesehen als Bildungszentrum war nur Athen.
Das aus dem Judentum entstandene, anwachsende Christentum hatte sich durch Einflüsse diverser Philosophen gegenüber dem Hellenismus geöffnet. Auch die dem Evangelium gemäße Öffnung gegenüber allen nichtjüdischen Völkern, (siehe u. a. Paulus von Tarsus/Heidenchristen) bedingte dies, das Christentum erlebte jedoch auch zeitweilige Störungen zur heidnisch-griechischen Überlieferung. Der Beginn des schleichenden Niedergangs Alexandrias datiert ins 3. Jahrhundert, als Kaiser Caracalla zur Finanzierung der Caracalla-Thermen das reich fundierte Institut des Museions aufhob und die Pensionen der Gelehrten einzog. Dennoch blieb Alexandria ein bedeutender Ort der Bildung, von dem im späteren 3. Jahrhundert auch die letzte große philosophische Strömung des Altertums, der Neuplatonismus, ihren Ausgang nahm.
Der christliche Philologe und Theologe Origenes (184–254) aus Alexandrien lehnte zwar in vielem die römisch-griechische Denkweise ab, benutzte aber faktisch die Exegesen-Methoden der Schule und entwickelte den systematischen Textvergleich für die Bibel.
Für eine längere Zeit lebten christliche Theologie und klassische Philosophie nebeneinander, aber in der Spätantike wurde die Situation der alexandrinischen Philosophen prekär. Es gab christliche Patriarchen, welche der altklassischen Gelehrsamkeit einen verderblichen Einfluss zuschrieben. Der unduldsamste unter ihnen war wohl Theophilos von Alexandria, der nach heidnischen Übergriffen 389 oder 393 unter Theodosius I. das Serapaion (lateinisch Serapeum) mit seinen wissenschaftlichen Schätzen als heidnischen Tempel zerstören ließ. Jedoch wurde aus den geretteten Trümmern eine neue Bibliothek gegründet, die allmählich wieder Gelehrte nach Alexandria zog (besonders Ärzte und Rechtslehrer). Einen Rückschlag für die Philosophie stellte dann der Mord an Hypatia dar, die 415 von einem christlichen Mob ermordet wurde. Dennoch: Während seit etwa 400 die römische Kultur in Westeuropa langsam den Invasionen der Germanen und anderer Barbaren erlag, glomm im Osten das Feuer der griechischen Wissenschaft weiter. Dabei gab es enge Kontakte zwischen den beiden wichtigsten philosophischen Zentren Ostroms, Athen und Alexandria.
Kaiser Justinian I. schloss zwar 529 (oder 531) die noch immer offen heidnisch geprägte Philosophenschule von Athen, aber Platon und vor allem Aristoteles wurden auch in den christlichen Schulen Alexandrias weiterhin hochgeachtet; Christen wie Boethius hingen dem Neuplatonismus an. Die Schule von Alexandria – anders als bei der „Akademie“ in Athen handelte es sich dabei nach wie vor nicht um eine wirkliche Schule, sondern um eine Gruppe selbständig lehrender Philosophen – hatte sich der christlichen Umwelt seit dem Tod Hypatias deutlich besser angepasst als die Schule in Athen und blieb daher bis ins frühe 7. Jahrhundert bestehen. Der letzte bekannte Vertreter, der Christ Stephanos von Alexandria, wurde von Kaiser Herakleios kurz nach 610 nach Konstantinopel berufen.
Die letzten Reste griechischer Bildungsorganisation gingen bei der Eroberung und Zerstörung Alexandrias durch die Araber unter dem Feldherrn ʿAmr ibn al-ʿĀs zur Zeit des Kalifen ʿUmar ibn al-Chattāb zu Grunde.

### Arabische Zeit
Zwar ging durch den Siegeszug des Islams viel an antikem Wissen verloren, doch andererseits verdankt die Welt den Arabern, dass die griechische Wissenschaft nach den Wirren der Völkerwanderung an Europa „zurückgeschenkt“ wurde. Ein typisches Beispiel dafür ist das mehrbändige Hauptwerk der antiken Astronomie, die Megala Syntaxis des Claudius Ptolemäus. Sie kehrte nach Übertragung ins Arabische als Almagest (al magest, das Große) in den mittelalterlichen Erdkreis zurück.
Dennoch trat an die Stelle der griechischen die arabische Wissenschaft – beziehungsweise eine Synthese der beiden. Hierin und in technischen Fragen wie der Entwicklung von Messgeräten (beispielsweise Nocturnal-Uhr, Astrolabium, Vorgänger des Theodolits usw.) waren die Araber Meister. Der Kalif al-Mutawakkil 'alā 'llāh rief um die Mitte des 9. Jahrhunderts in Alexandria eine Akademie ins Leben. Mit dem Sturz der arabischen Herrschaft in Ägypten verlosch diese Hochschule wieder.

## Philosophie
Wichtige Strömungen der antiken Philosophie, die in Alexandria vertreten waren, sind:
- die jüdisch-alexandrinische Philosophie, die aus der Verbindung platonischer und jüdischer Lehren entstand und den Beginn einer negativen Theologie markierte
- die Philosophie der Neupythagoreer, aus der Erneuerung angeblich oder vermeintlich pythagoreischer und orientalischer Weisheit entsprungen
- der Neuplatonismus

Die ptolemäischen Herrscher in Alexandria bemühten sich, ihre Bibliothek nicht nur mit griechischen Werken auszustatten, sondern mit den Texten aller Völker und Kulturen. So ist überliefert, dass Ptolemaios I. einen Brief an alle Könige und Herrscher der Erde geschrieben und sie aufgefordert habe, ihm die Werke jedweder Autoren zu schicken: „Dichter und Prosaiker, Rhetoren und Sophisten, Ärzte und Weissager, Historiker und alle anderen auch“ (Clauss 2003, S. 97). Von Ptolemaios III. ist bekannt, dass er gar den Befehl gab, alle einlaufenden Schiffe zu durchsuchen, die dabei gefundenen Bücher zu konfiszieren, um sie abschreiben zu lassen und den Eigentümern schließlich anstelle des Originals die Kopie auszuhändigen (Clauss 2003, S. 97).

### Philosophen

#### Frühe Periode
- Aristarchos von Samos
- Euklid
- Eratosthenes

#### Spätere Periode
- Ammonios Sakkas
- Damaskios
- Hypatia
- Iamblichos von Chalkis
- Nigidius Figulus
- Philon von Alexandria
- Plotin
- Porphyrios
- Proklos
- Sextius
- Stephanos von Alexandria
- Tatian

## Theologie

### Judentum
Auch die Juden, von denen zur Zeit des Augustus etwa eine Million in Ägypten lebten, hatten sich in Alexandria schon frühzeitig mit griechischer Sitte, Sprache und Gelehrsamkeit angefreundet. Hier entstand die bekannte griechische Übersetzung des Alten Testaments durch die „Siebzig“, die Septuaginta, hier bildete sich das Hellenistische Judentum, welches die griechische Philosophie mit den heiligen Büchern des Judentums durch allegorische Auslegung in Übereinstimmung zu bringen suchte. Der bedeutendste Lehrer dieser Schule war Philon von Alexandria.

### Christentum
Auf ähnliche Weise entwickelte sich das Christentum in Alexandria. Es musste und wollte sich umso mehr mit der dort gepflegten Philosophie befassen, als es mit zunehmender Verbreitung der Religion in den ärmeren Schichten auch in hochgebildete Kreise Eingang fand.

#### Alexandrinische Schule der Theologie
Auf diese Weise entstand hier zuerst durch philosophische Entwicklung der in den historischen Grundlagen des Christentums liegenden Ideen eine christliche Wissenschaft, welche bedeutenden Einfluss auf die Kirche ausgeübt hat und unter dem Namen der alexandrinischen Theologie bekannt ist. Ihren Mittelpunkt bildete die Katechetenschule von Alexandria, deren Leiter als erster ab 180 n. Chr. Pantaenus war. Ihm folgten Clemens von Alexandria und Origenes, der die allegorische Methode der Schriftauslegung entfaltete. Zuvor zeigte bereits der Barnabasbrief (um 130) eine radikale Form der Allegorese. Die Blüte der Schule fällt in das 3. Jahrhundert, und sie erteilte nicht nur populären Unterricht für die Neubekehrten, sondern auch höhere Bildung für künftige Bischöfe beziehungsweise Lehrer der Kirche.
Bei Pantänus scheint die christliche Weltanschauung noch in unklarer Mischung mit der griechisch philosophischen vorzuliegen, während bei seinem Schüler Clemens mehr von christlicher, bei dessen Schüler Origenes sogar von kirchlicher Gnosis geredet werden kann. Außer den schon genannten Männern gehören zu dieser alexandrinischen Schule noch Dionysius von Alexandria, Gregorios von Neucaesarea (der „Wundertäter“ genannt) und Pamphilos von Caesarea. Indirekt zählen auch die drei Kappadokier Basilius von Caesarea, sein jüngerer Bruder Gregor von Nyssa und sein Freund Gregor von Nazianz zur Alexandrinischen Schule.
Exegetische Forschungslust mit kühner Spekulation verbindend, hat die alexandrinische Schule den Schwerpunkt des christlichen Glaubens einerseits in spekulativen Bestimmungen und in der Metaphysik der Gottes- und Logoslehre gesucht, anderseits aber dabei stets die sittliche Freiheit des Menschen betont und darin eine echt griechische Erbschaft bewahrt. Origenes und seine Nachfolger galten daher über ein Jahrhundert lang als Vorbilder auch für das wissenschaftlich zunächst unfruchtbare Abendland.
Erst allmählich entfernte sich dieses von der so gewiesenen Linie, und im selben Maß wurde auch im Orient die ältere Alexandrinische Schule teils durch die jüngere orthodoxe, von Athanasius dem Großen und Kyrill von Alexandria repräsentierte Schule zurückgedrängt, teils durch die so genannte Antiochenische Schule. Letztere war ihr namentlich in Bezug auf streng wissenschaftliches Verfahren überlegen und bildete mit ihrer Erforschung des einfachen Sinns der biblischen Schriften einen Gegenpol zur allegorischen Auslegung der Schule in Alexandria. Die christologischen Streitigkeiten der ersten nachchristlichen Jahrhunderte waren in mancher Hinsicht auch Streitigkeiten zwischen den Schulen und Patriarchaten von Alexandria und Antiochia am Orontes.

### Liste prominenter Theologen
- Athanasius
- Clemens von Alexandria
- Cyrillus
- Didymus der Blinde
- Dionysius von Alexandria
- Gregorios von Neucaesarea („Der Wundertäter“ genannt)
- Justin der Märtyrer
- Origenes
- Pamphilos von Caesarea
- Pantaenus
- Philon von Alexandria

## Medizin
Nähere Angaben zu Vertretern der Alexandrinischen Medizin, insbesondere der Alexandrinischen Chirurgie (von 300 v. Chr. bis zum 1. Jahrhundert n. Chr.) und ihrer Ausübung sind erst durch Aulus Cornelius Celsus überliefert.
Aus der Medizinschule von Alexandria hervorgegangene Ärzte und Medizinschriftsteller:
- Praxagoras von Kos, Lehrer von Herophilos
- Herophilos von Chalkedon
- Erasistratos, Schüler von Praxagoras
- Eudemos von Alexandria
- Xenophon
- Andreas (Mediziner)
- Apollonios von Memphis
- Chrysippos von Knidos (um 300 v. Chr.), Lehrer von Erasistratos
- Gorgias von Alexandria (3./2. Jh. v. Chr.), Chirurg
- Demetrios von Apameia, 2./1. Jh. v. Chr., Frauenarzt und Geburtshelfer, Schüler von Herophilos
- Herakleides von Tarent
- Mantias, ein Lehrer des Herakleides
- Philinos von Kos
- Ammonios (Sohn des Ammonios) (1. Jh. v. Chr.)
- Apollonios von Kition (1. Jh. v. Chr.)
- Sostratos (Mediziner) (1. Jh. v. Chr.)
- (Klaudios) Philoxenos (Mediziner) (1. Jh. v. Chr.), Chirurg und Fachschriftsteller in Ägypten
- Meges aus Sidon (1. Jh. v. Chr.), Chirurg in Rom (Angeblich Schüler von Themison von Laodikeia)
- Leonidas von Alexandria, Ende 1. Jh.
- Aëtios von Amida, 6. Jh.
- Stephanos von Alexandria, Anfang 7. Jh.
- Aaron von Alexandria, 7. Jh.